# Александър Фок
Александър Викторович Фок (на руски: Алекса́ндр Ви́кторович Фок) е руски офицер, генерал-майор. Участник в Руско-турската война от 1877 – 1878 г. Доброволец от Балканските войни в състава на Българската армия.

## Биография
Александър Фок е роден на 25 август 1843 г. в семейството на потомствен дворянин от шведски произход. Посвещава се на военното поприще. Завършва Новгородския кадетски корпус Константиновското военно училище (1863, 1864). Служи в специалния жандармерийски корпус (1871 – 1876).
Участва в Руско-турската война от 1877 – 1878 г. Командир на 2-ра рота от 53-ти Волински пехотен полк. Според спомените му, описани в „Лични въспоменания на генерал Фок, един от първите участници в преминаването тогава на Дунава“ (отпечатани през 1923 г.), неговата рота е първата, която стъпва на българския бряг. За отличие в августовските боеве при Шипка е награден с орден Свети Георги IV степен и е повишен във военна звание майор.
След войната е командир на 16-и стрелкови полк и 4-та Източносибирска стрелкова бригада. Участва в смазването на Боксерското въстание.
Участва в Руско-японската война (1904 – 1905). Командир на 4-та Източносибирска стрелкова дивизия, намираща се в Порт Артур. Награден е с орден Свети Георги III степен на 24 октомври 1904 г. Заменя генерал Роман Кондратенко като началник на сухопътната отбрана на крепостта през декември 1904 г. След предаването на Порт Артур е отдаден под съд и е оправдан.
Уволнен е от военна служба през 1908 г. Взема участие в Балканските войни в състава на Българската армия.
След Октомврийска революция емигрира в България и се заселва в Свищов. Провъзгласен е за почетен гражданин на Свищов от 1921 г. Поради затрудненото му материално положение и в знак на благодарност, Свищовска община му отпуска ежемесечна помощ от 250 лева (1925).
Умира на 2 декември 1926 г. Съгласно неговото желание е погребан в братска могила близо до Свищов.